# NGC 4624
NGC 4624 este o galaxie lenticulară situată în constelația Fecioara. A fost descoperită în 23 februarie 1784 de către William Herschel. Se află la o distanță de 16,5 megaparseci de Pământ.